# Narva (città estone)
Narva (in russo  Нарва?, Narva; in tedesco Narwa) è una città dell'Estonia nord-orientale, nella contea di Ida-Virumaa, che conta 53 360 abitanti.

## Geografia
La città si trova al confine con la Russia, dalla quale è separata dal fiume Narva, emissario del Lago Peipsi, ed è collocata proprio di fronte alla città russa di Ivangorod, dalla quale fu separata negli anni cinquanta, durante l'occupazione sovietica fino al ritorno dell'indipendenza estone.
È la terza città del paese in termini di popolazione, composta in maggioranza da russofoni.

## Storia

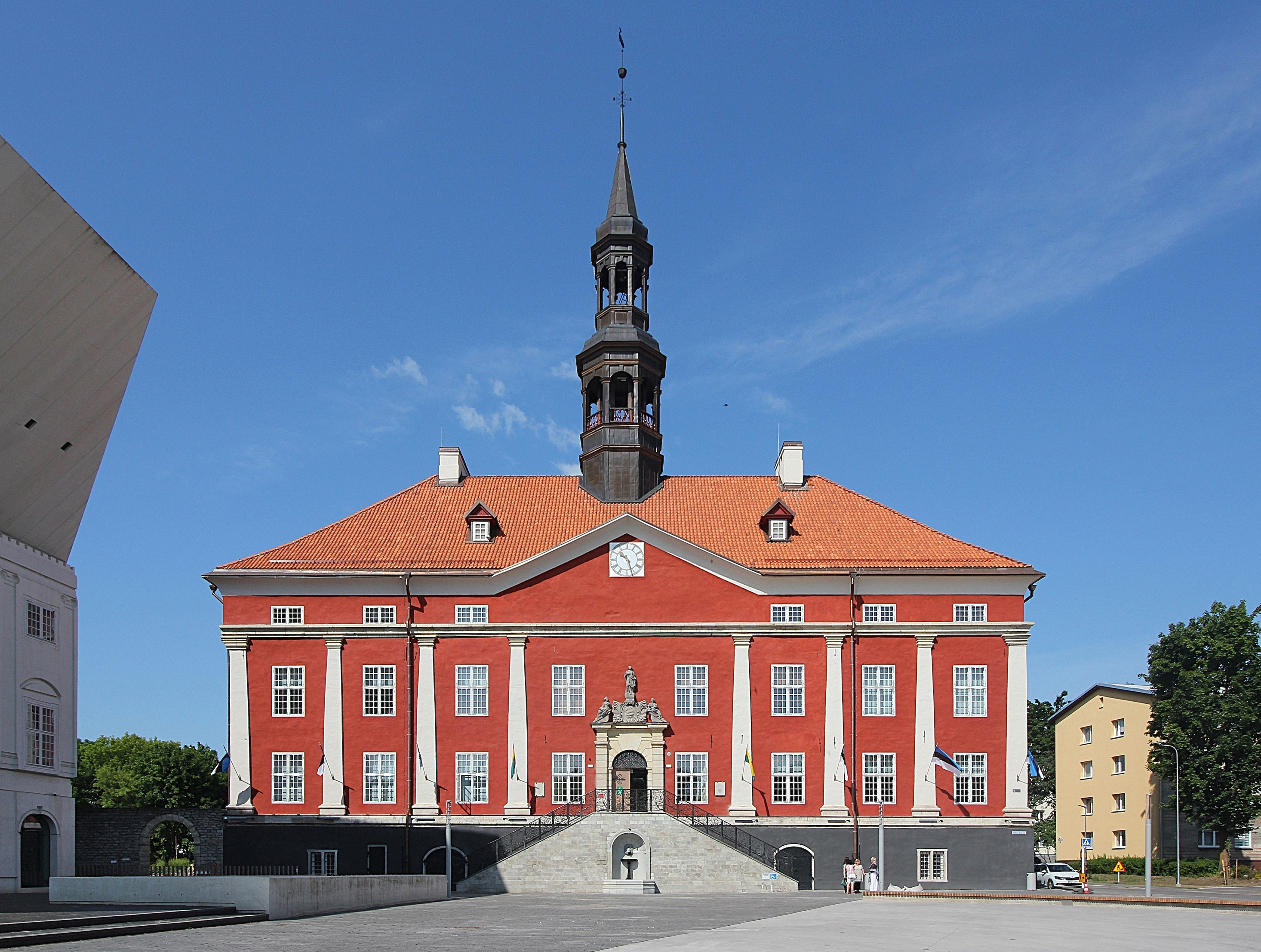
Il municipio (Raekoda).

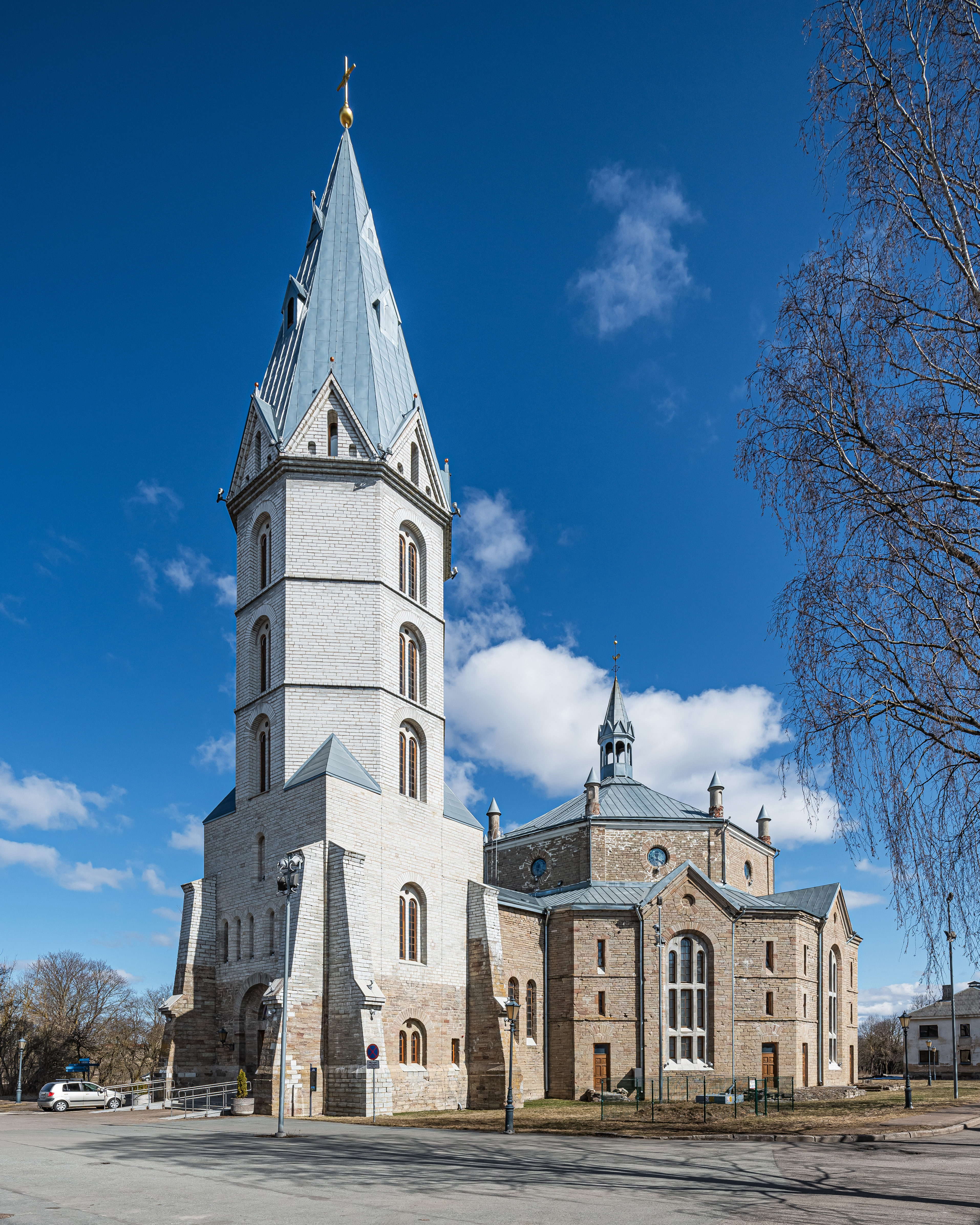
Chiesa di Sant'Alessandro.

Narva è stata fondata nel 1250, fu poi venduta nel 1347 dal re di Danimarca ai cavalieri teutonici dell'Ordine di Portaspada, divenendo in seguito un importante centro commerciale. Narva fu conquistata dai russi, allo scoppio della guerra di Livonia (1558-1582). Gli svedesi conquistarono la città nel 1581, ma i russi l'assediarono ripetutamente. Il 30 novembre 1700 fallì il tentativo dei russi di impadronirsi della fortezza: essi furono sconfitti dagli svedesi.
L'esercito russo, sebbene molto numeroso, era composto da soldati che non erano all'altezza dei soldati svedesi, durante la battaglia di Narva, dell'anno 1700, quasi 40 000 russi vennero sbaragliati da 10 000 svedesi che persero meno di 700 soldati contro i 15 000 (tra morti e feriti) russi. La battaglia di Narva segnò l'inizio della grande guerra del nord (1700 - 1721). Con Pietro il Grande, i russi ne rientrarono in possesso (1704).

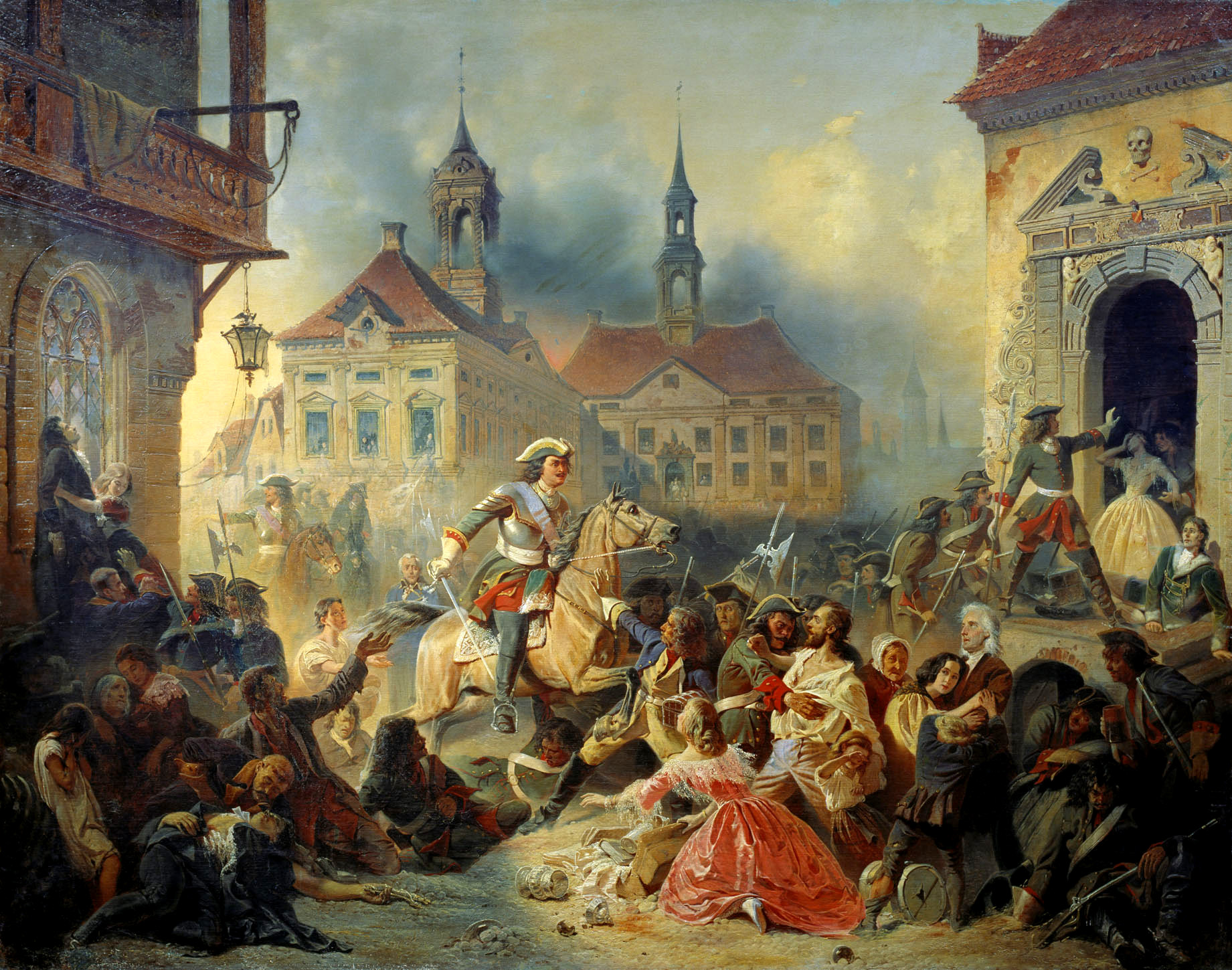
Pietro il Grande nella battaglia di Narva del 1704.

### La perla del Baltico
Il periodo di maggiore prosperità commerciale di Narva fu il XVII secolo, considerato anche l'età dell'oro per l'architettura civile cittadina. Fino ad allora le case della città di Narva erano costruite prevalentemente in legno, perciò varie volte la città fu quasi interamente distrutta da incendi.
Dopo un disastroso incendio nel 1659, la città venne nuovamente ricostruita in poco tempo (circa 30-40 anni). A seguito di tale episodio, fu autorizzata la costruzione di soli edifici in pietra, secondo regole severe. Esperti e maestranze furono dunque invitate qui dalla Germania, dai Paesi Bassi e dalla Svezia per disegnare le strutture della nuova città. Il desiderio del governo svedese era di trasformare Narva in una perfetta città svedese ed anche in un centro amministrativo della vasta provincia di Ingermanland. Tutto ciò diede un preciso scopo alla ricostruzione. Durante la metà del secolo, inoltre, esistevano alcuni piani per la trasformazione di Narva nella seconda capitale della Svezia, forse utilizzabile come nuova residenza della famiglia Reale.
Tali progetti non vennero mai realizzati. Ad ogni modo, il risultato fu quello di conferire al centro di Narva un insieme architettonico unico. L'architettura della città vecchia combinava le locali tradizioni di costruzione con elementi tipicamente barocchi, utilizzati in molte nazioni del nord Europa, dando origine ad uno stile architettonico conosciuto anche come "Barocco di Narva". Tetti aguzzi, portoni decorati con pietra scolpita, dettagli architettonici in ferro battuto, chiostri e gallerie davano alla città un'aria di solennità e festività.
Lo sviluppo di Narva come un centro industriale nel XIX secolo fino alla metà del XX secolo non ebbe alcuna ripercussione nel centro storico. Sino alla seconda guerra mondiale il centro di Narva non subì praticamente alcun cambiamento, conservando così l'aspetto lontano e fascinoso della seconda parte del XVII secolo.

### Narva e la Russia

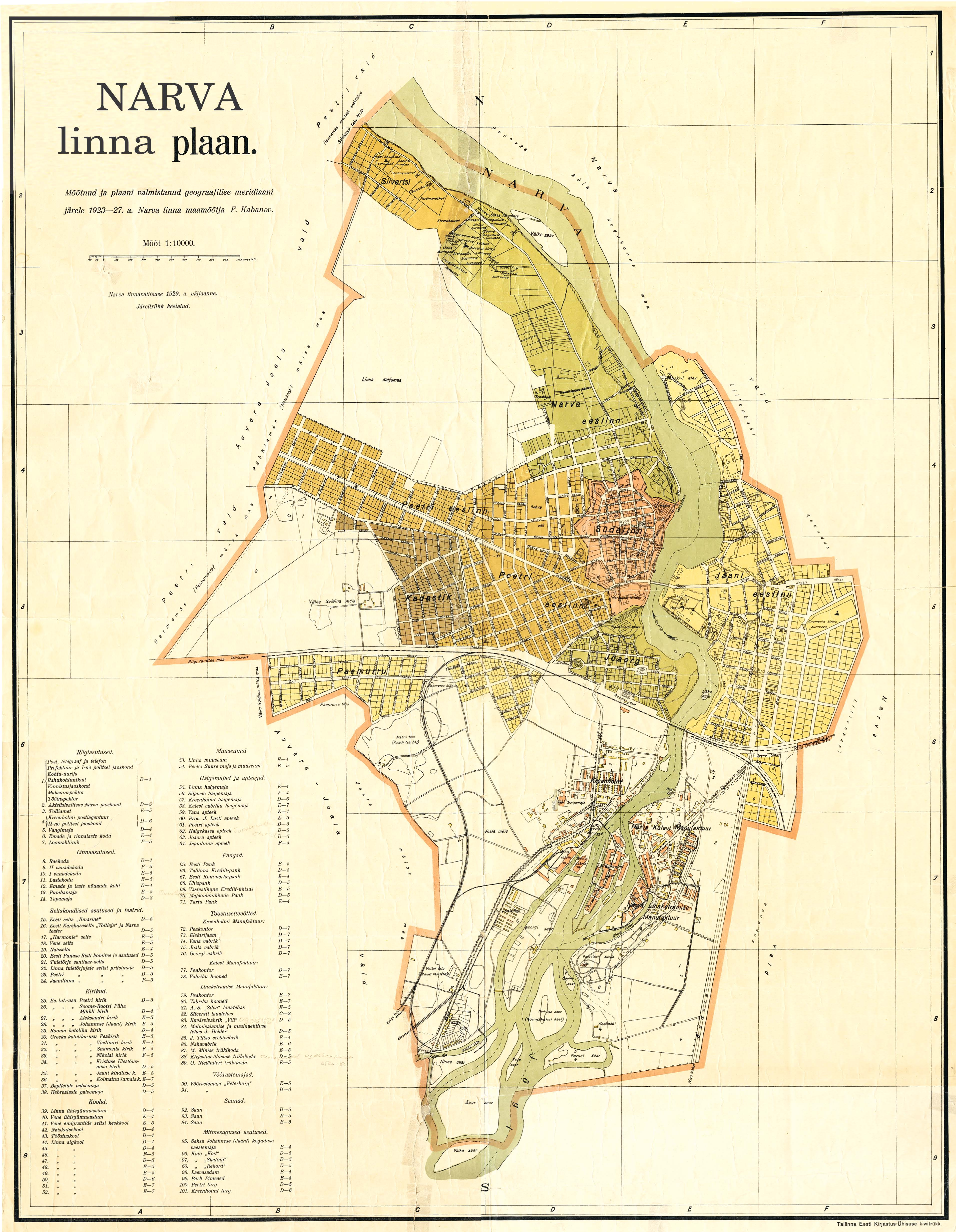
Mappa di Narva del 1929 (inclusa Jaanilinn, come parte di Narva in quel periodo)

La città fu riconquistata dalla Russia nel 1704 e fece parte dell'impero russo fino all'indipendenza dell'Estonia nel 1918. Sulla sponda opposta del fiume si trova la fortezza di Ivangorod, fondata dal granduca Ivan III di Moscovia nel 1492, e che fino alla seconda guerra mondiale faceva parte della città di Narva. I sovietici, mutilando il territorio estone incorporato, crearono due città distinte: Narva e Ivangorod. Attualmente Ivangorod rimane ancora territorio russo ed è rivendicata dagli Estoni sulla base del Trattato di Tartu del 1920. Nel 1919 Narva fu capitale dello Stato libero della Comunità dei lavoratori estoni.

### La distruzione e l'epoca sovietica
La tragedia arrivò fra il marzo e il luglio del 1944. La città vecchia divise il suo destino al pari di altre città come Varsavia o Dresda.
Narva venne distrutta dalle incursioni di aerei e bombardieri dell'Unione Sovietica e dalle esplosioni e dal fuoco delle truppe tedesche in ritirata. La città fu teatro di una delle più sanguinose battaglie della seconda guerra mondiale, la battaglia di Narva.
Gravemente danneggiata dai bombardamenti sovietici, fu ricostruita quasi per intero al termine del conflitto con caratteri tipicamente sovietici, ed ha quindi ora un aspetto moderno. Gli unici edifici pre-bellici superstiti sono la fortezza e il municipio Raekoda, costruito nel 1668-1671 in stile barocco olandese. La torre in legno fu innalzata nel 1727. Nell'interno i locali più interessanti sono il vestibolo, dai soffitti affrescati, e la sala del Consiglio al primo piano. Ad ovest è possibile visitare la Kunstigalerii, con collezione di dipinti di artisti estoni e russi del XIX e XX secolo.
A sud della Raekoja plats, sulla riva occidentale del fiume Narva, sorge il castello di Hermann, il cui nucleo originale fu costruito dai danesi nel XIII secolo. A ovest venne poi eretta una torre quadrangolare, chiamata con il solito nomignolo di Ermanno, Il Lungo di Narva, (in estone Narva Pikk Hermann). Addossati alle mura del castello furono costruiti nel XIV secolo, gli edifici conventuali. La torre principale fu invece innalzata nel XV secolo. Oggi ospita il Linnamuuseum, sulla storia della città, con reperti del castello e antichi documenti. Sulla sponda opposta del fiume, in territorio russo, si ergono le possenti mura merlate, ritmate da torri massicce, della fortezza di Ivangorod, costruita nel 1492.
Alla periferia meridionale, sulla riva del fiume, è il complesso della fabbrica tessile Kreenholm, fondata nel 1857, ed ancora oggi la più grande industria tessile dell'Estonia (di proprietà svedese), con il monumento allo sciopero del 1872, in bronzo, in memoria delle operaie cadute nella lotta dei loro diritti.

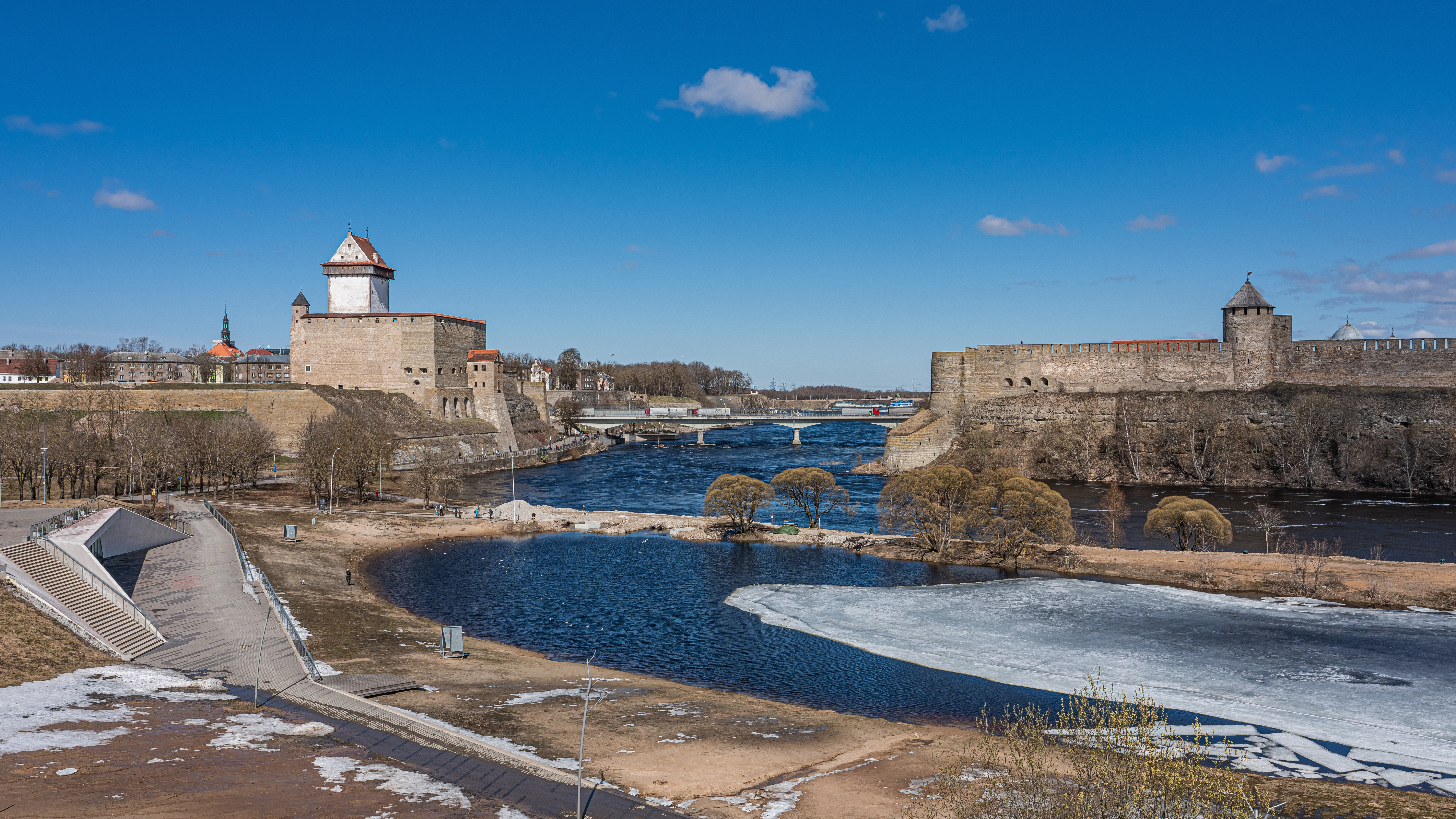
Il Castello a Narva (a sinistra) e la fortezza di Ivangorod (sulla destra)

## Popolazione
La popolazione censita è 67 497 (2007).
Gli estoni sono quasi il 15% mentre l'86,41% è di etnia russa. Il 93,85% della popolazione è di lingua russa, in parte slavi immigranti dalle altre repubbliche sovietiche e in parte loro discendenti. In seguito alla ricostruzione seguita alla seconda guerra mondiale, le autorità sovietiche proibirono il rientro in città della popolazione estone sfollata e deportata, dando priorità ai cittadini sovietici provenienti dal resto della Federazione. Questo fatto modificò la composizione etnica della città e spiega l'elevata percentuale di popolazione di etnia slava.
Oggi solo il 46% degli abitanti della città sono cittadini estoni. Circa il 35% sono cittadini della Federazione Russa, mentre il 18% della popolazione slava sono apolidi (gli uni e gli altri essendo ex cittadini sovietici a cui è stata rifiutata la cittadinanza estone dopo l'indipendenza in quanto giunti in Estonia dopo il 1940).
A Narva si è registrato un incremento significativo del tasso di infezioni da HIV. Tra il 2001 e il 2008, più di 1 600 casi di HIV si sono registrati nella sola città di Narva e nel resto della regione di Ida-Virumaa. Una media di 150-200 nuovi casi sono registrati annualmente. La regione conta anche il tasso più elevato di disoccupazione di tutta l'Estonia.
Nella città sono amplificati i problemi di integrazione soprattutto linguistica che interessano tutto il paese.
Gli immigrati dell'ex-Unione Sovietica, ora apolidi che sono rimasti a Narva dal 1991 si trovano in Estonia, in cui l'unica lingua ufficiale è l'estone. Essendo di madrelingua russa, costoro sono svantaggiati nei pubblici uffici e svantaggiata è la loro lingua. La lingua estone è lingua ufficiale dell'Estonia ed è fortemente promossa rispetto al russo. I residenti di lingua russa, senza cittadinanza estone, possono votare solo per le elezioni comunali.
Dal 2007 a Narva progressivamente si sta introducendo nelle scuole elementari l'utilizzo della lingua estone, ufficialmente al fine di favorire l'integrazione anche per i bambini di etnia russa.

### Sviluppo demografico
Di seguito è riportato il numero di abitanti in diverse epoche storiche:
- 1897: 28 600
- 1922: 26 900
- 1939: 22 400

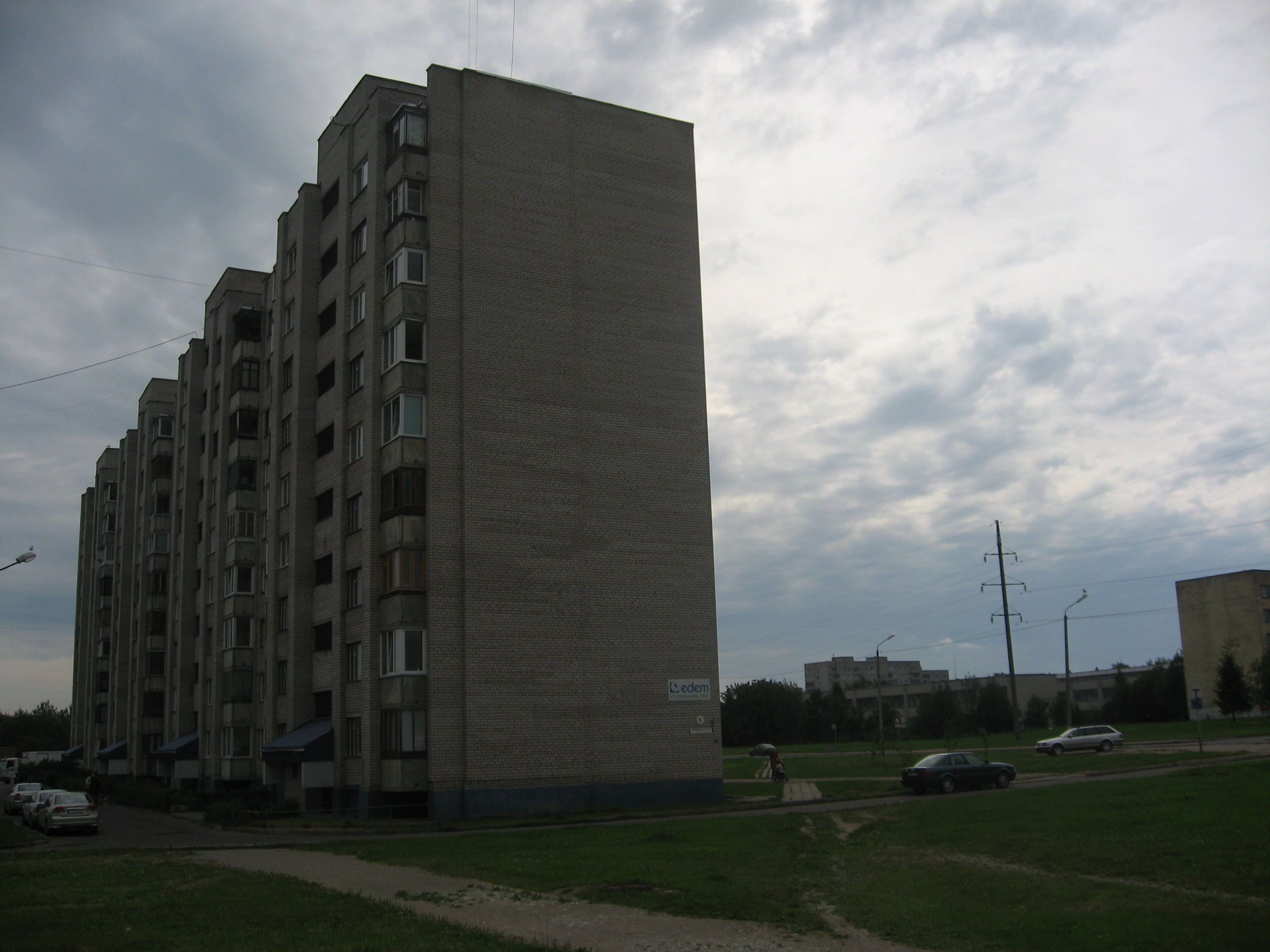
Quartieri di Narva, palazzo di architettura sovietica

- 1959: 30 400 - incremento dovuto alla russificazione.
- 1970: 57 900
- 1980: 73 500
- 1990: 82 200
- 2000: 73 300 - decremento dovuto alla restaurazione dell'indipendenza estone.
- 2001: 70 700
- 2002: 70 200
- 2003: 69 800
- 2004: 69 700
- 2005: 69 400
- 2006: 68 900
- 2007: 67 500

Dal 1991, con il restauro dell'indipendenza estone, la popolazione è diminuita, poiché molti russi lentamente rientrano in patria.

## Bandiera e stemma cittadini
Narva è situata nella contea di Ida-Virumaa, la più orientale della nazione, di cui è la terza città più popolosa. La bandiera di Narva consiste in due uguali strisce orizzontali: la superiore è gialla (il colore del grano maturo), mentre l'inferiore è blu verdastro (il colore del mare).
Lo stemma cittadino è invece disegnato su sfondo blu. La parte superiore raffigura una spada con palle di cannone. Al centro, sono raffigurati due pesci color argento/oro. Nella parte inferiore, una spada curva nasconde una nuova palla di cannone.
La bandiera venne adottata nel 1935, lo stemma invece nel 1937.
| Dati generali                 | 1 gennaio 2006 | 1 gennaio 2007 |
| ----------------------------- | -------------- | -------------- |
| Abitanti                      | 68 988         | 67 497         |
| Maschi                        | 30 870         | 30 130         |
| Femmine                       | 38 118         | 37 531         |
| Rapporto femmine per maschio  | 1,235          | 1,240          |
| Area                          | 84 km²         | 84 km²         |
| Densità                       | 816            | 798            |
| Anno primo citazione scritta  | 1240           | 1240           |
| Anno primo conferimento città | 1345           | 1345           |

Sindaco della città è, dal 2007, Tarmo Tammiste.

## Economia
L'economia cittadina si basa attualmente sul settore tessile e dell'energia. Le maggiori fonti occupazionali provengono dalle due locali centrali elettriche e dalla Kreenholm Holding, storica industria tessile. Le tradizionali attività locali includono anche la produzione di abbigliamento, aziende metallurgiche e di lavorazione del legname, come la produzione di forniture, materiale edilizi, apparati di controllo e misurazione e componenti industriali.

## Religione
La città è sede dell'eparchia di Narva, la chiesa ortodossa estone.

## Sport
La città vanta un club che milita in Meistriliiga, il massimo campionato calcistico estone, il Trans Narva.

## Amministrazione

### Gemellaggi
- Karlskoga, dal 1996
- Tinglev, dal 2001